# Leslie Brothers
Leslie Brothers, es una médica psiquiatra, profesora y neurocientífica estadounidense.
Estudia medicina en la Universidad de Harvard. 
Profesora en el Departamento de Psiquiatría y Ciencias del Comportamiento en la Escuela de Medicina de Universidad de California en Los Ángeles.
Ha realizado diferentes estudios de neurociencia en la cultura popular y también estudios comparativos realizados sobre animales (especialmente primates) le llevó a sugerir que la amígdala y sus conexiones con el área visual del córtex constituyen el asiento cerebral de la empatía y la inteligencia social.

## Obra
- 1997, Fraidy´s Footprint.
- 2001, Huella de viernes
- 2002, Mistaken Identity.